# الارز
اِلارز، روستایی است از توابع بخش یانه‌سر شهرستان بهشهر در استان مازندران ایران.

## جمعیت
این روستا در دهستان شهدا قرار دارد و براساس سرشماری مرکز آمار ایران در سال ۱۳۸۵، جمعیت آن ۸۰ نفر (۳۰خانوار) بوده‌است. مردم الارز از قومیت طبری هستند. مردم الارز به زبان طبری (مازندرانی) سخن می‌گویند.